# 장효인
장효인(張孝仁, 1983년 1월 7일~ )은 대한민국의 희극 배우이다.

## 생애
천안외국어대학에서 관광통역으로 전공했다. 2001년 연극배우 첫 데뷔하였고 이듬해 2002년 뮤지컬배우 데뷔한 그녀는 이후 2007년 한국방송공사 22기 공채 개그맨으로 입사하였다.
KBS 공채 22기 개그맨으로 합격한 그녀는 개그콘서트 무대에 서게 된다. '준교수의 은밀한 매력'과 '3인 3색'에서 좋은 모습을 보여주었으며, '슈퍼스타 KBS'에서는 이혜영, 강혜정, 현영 등을 성대모사하며, 인기를 끌었다. 일본으로 워킹 홀리데이 형식으로 유학을 약 1년간 다녀와 '개그우먼 장효인의 일본 워킹 홀리데이'라는 책을 출판 하기도 하였다. 그 후, 2013년 6월 12일 녹화(2013년 6월 16일 방송)에서 개그콘서트 무대에 서게된다. KBS 26기 공채 개그맨 이문재와 KBS 23기 공채 개그맨 박소영과 함께 '두근두근'이라는 코너로 시청자들의 많은 사랑을 받았다. 2013 12월 27일에 KBS에서 열린 2013 KBS 연예대상에서 코미디 부문 여자 (최)우수상 후보에 올랐으나, 아쉽게도 우수상은 김민경에게 최우수상은 김지민에게 내주고 만다.

## 학력
- 성호고등학교
- 천안외국어대학교 관광통역과

## 방송 활동
예능
- 2005년 《개그사냥》(KBS)
- 2005년 《폭소클럽》(KBS)
- 2007년 《개그콘서트》(KBS)
  - 〈준교수의 은밀한 매력〉
  - 〈슈퍼스타 KBS〉
  - 〈3인 3색〉
  - 〈두근두근〉
  - 〈후궁뎐:꽃들의 전쟁〉효빈 역
  - 〈서툰 사람들〉손님 역
  - 〈테러블 메이커〉
- 2011년 《SBS 생활경제》(SBS)

## 가족 관계
- 어머니( ~ 2016년 3월)

## 성대모사 대상
- 이혜영
- 크리스티나
- 강혜정
- 현영
- 박준금
- 김주하
- 모기